# Monroe (contea di Bradford)
Monroe  è una borough degli Stati Uniti d'America, nella contea di Bradford nello Stato della Pennsylvania. Secondo il censimento del 2000 la popolazione è di 514 abitanti.

## Società

### Evoluzione demografica
La composizione etnica vede una maggioranza di quella bianca (97,08%), seguita dagli afroamericani e dai nativi americani (0,39%) dati del 2000.
| borough di Monroe Popolazione |     |
| 2000                          | 514 |
| Stima al 2009                 | 477 |